# Guaxupé
Guaxupé este un oraș în Minas Gerais (MG), Brazilia.